# 悲しいね
「悲しいね」（かなしいね）は、1987年12月9日にEPIC・ソニー (現・エピックレコードジャパン)より発売された渡辺美里の9枚目のシングル。

## 概要
表題曲「悲しいね」は、TBS系「ザ・ベストテン」において、1988年1月14日～2月18日まで6週連続で10位以内にランクインした（最高順位は1月28日付の第6位）。
B面「New Boyfriend」は、本シングルの発売以降アルバム未収録曲となっていたが、2018年にアルバム『ribbon -30th Anniversary Edition-』が発売された際、ボーナス・トラックとして収録された。

## 収録曲
1. 悲しいね
作詞：MISATO、作曲・編曲：小室哲哉
2. New Boyfriend
作詞：MISATO、作曲：佐橋佳幸、編曲：西平彰・佐橋佳幸